# غوجيولبان
يشير غوجيولبان إما إلى طبق كوري متقن يتكون من تسعة أطعمة متنوعة على لوح خشبي مع تسعة أقسام على شكل مثمن، يتكون الاسم من ثلاث كلمات: غو (تسعة)، جيول (جزء)، و بان (طبق) وتعني طبق التسعة أجزاء باللغة الكورية، الأطعمة مفصولة بالألوان والمكونات، وتتألف من (خضراوات نباتية متبلة)، لحوم، فطر، وأطعمة بحرية، في وسط الطبق يوجد كومة من (الفطائر على الطريقة الكورية) مصنوعة من دقيق القمح، بالإضافة إلى استخدامه كطبق طعام يستخدم لتقديم العديد من أطباق الطعام في وقت واحد، يعتبر غوجيولبان أيضًا عنصر زخرفي .

## التاريخ والشكل الجمالي
يعود تاريخ غوجيولبان إلى أوائل القرن الرابع عشر، وأصبح يرتبط ارتباطًا وثيقًا بملوك جوسون، يمكن أن يكون الطبق المثمن نفسه مصنوعًا من الخشب أو البلاستيك وينقسم إلى ثمانية أقسام جانبية وقسم مركزي واحد يشبه الزهرة، كما يمكن أن تشمل المنحوتات المتقنة، الأحجار الكريمة والرسومات التفصيلية، يمكن ملاحظة الأطباق الملكية الأصلية في المتاحف باعتبارها تحف مميزة في عمليات إعادة بناء المائدة الملكية، يعتبر غوجيولبان واحد من أجمل الأطباق الكورية المركزية والملونة، يتم تقسيم الأقسام التسعة بعناية وترتيبها مع توفير كمية مناسبة من اللحوم والخضروات المتنوعة لجعلها ملونة وجذابة من الناحية الجمالية، لقد قيل حتى أن المؤلفة بيرل إس. باك استغرب من الجمال والمظهر الملون لغوجيولبان لدرجة أنها لم تستطع التوقف عن مدحها، ونتيجة لذلك رفضت أكلها لأنها لا تريد "تدمير مثل هذا الجميل شيء عن طريق تناوله.

## الاستهلاك
ما كان متاحًا للنبلاء الكوريين قبلاً، أما الآن يمكن أن يتمتع به الآن أي شخص في العديد من الأماكن في كوريا متخصص في إعداد المأكولات الكورية القديمة (رغم أنه في بعض المؤسسات قد يكون مكلفًا للغاية)، كما يتم إعدادها في بعض الأحيان لحفلات الزفاف، يحتوي كل قسم من الأقسام الخارجية على أنواع مختلفة من اللحوم والخضروات، مثل الجزر،الفطر، لحم البقر، براعم الفاصوليا، الكراث والفجل، إلخ. في حين أن القسم الأوسط مخصص عادة للميجونبيونج، وهي كعكات صغيرة من القمح، على الرغم من أنه أصغر حجمًا وأكثر ليونة من التّرتية، هذه تستخدم لمختلف اللحوم والخضروات من كل قسم من الأقسام الثمانية، يختار مستهلكو غوجيولبان من الأقسام الثمانية المختلفة ويضعونها على ورقة من الميجونبيونج، يلفونها ويأكلونها بالكامل.

## معرض

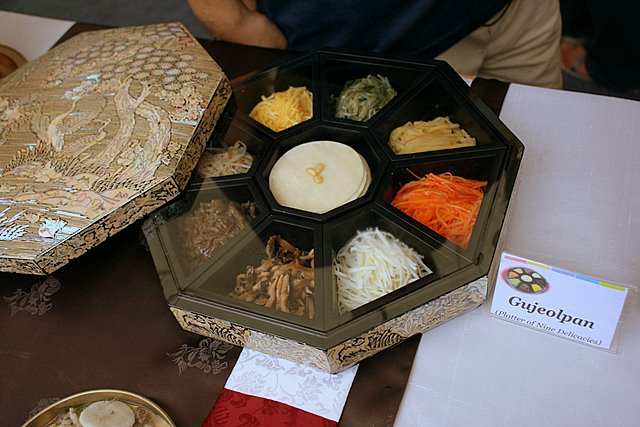
(غوجيولبان) لوحة مصنوعة من الصدف
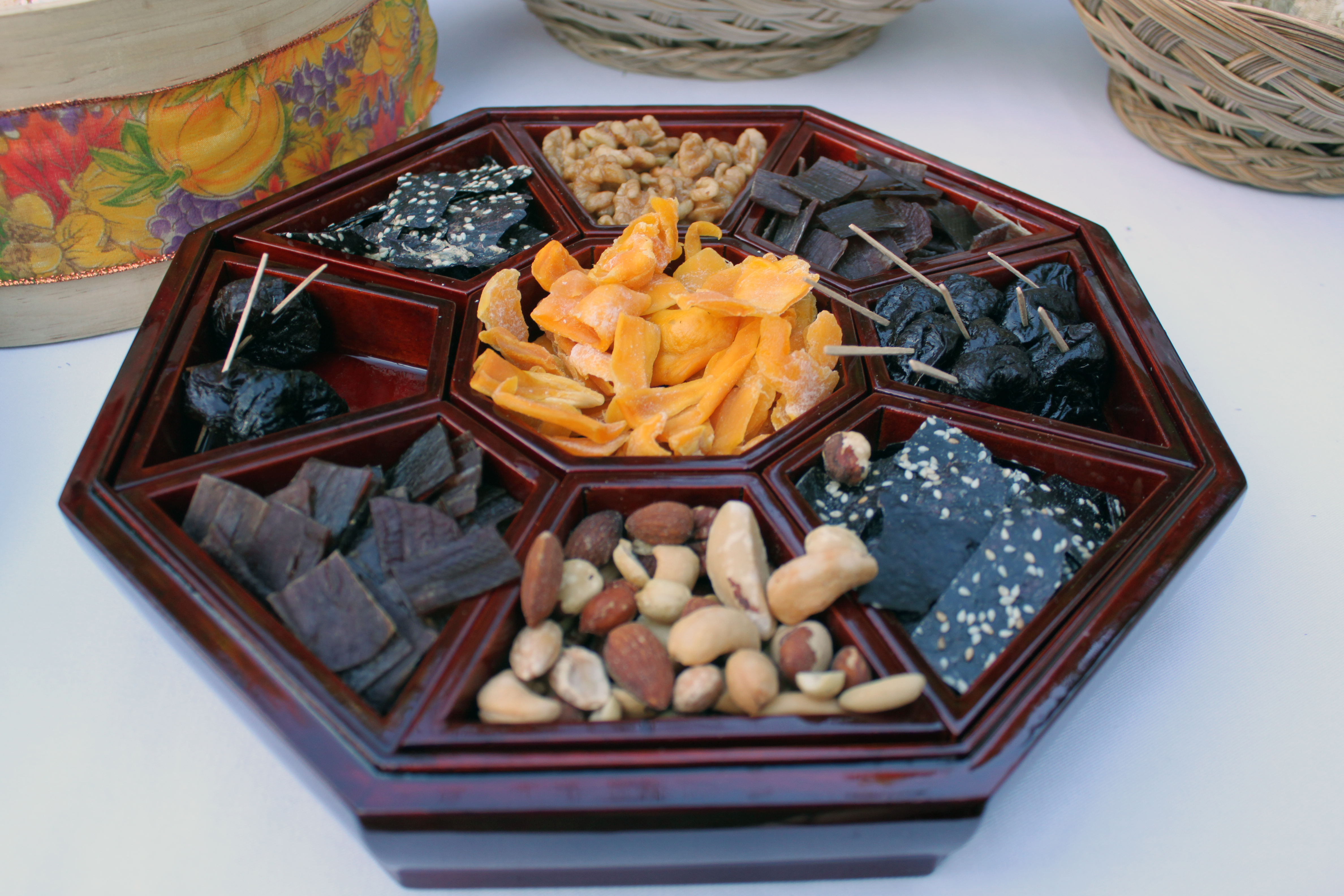
(غوجيولبان) التي تحتوي على الأطعمة المجففة لشرب المشروبات الكحولية
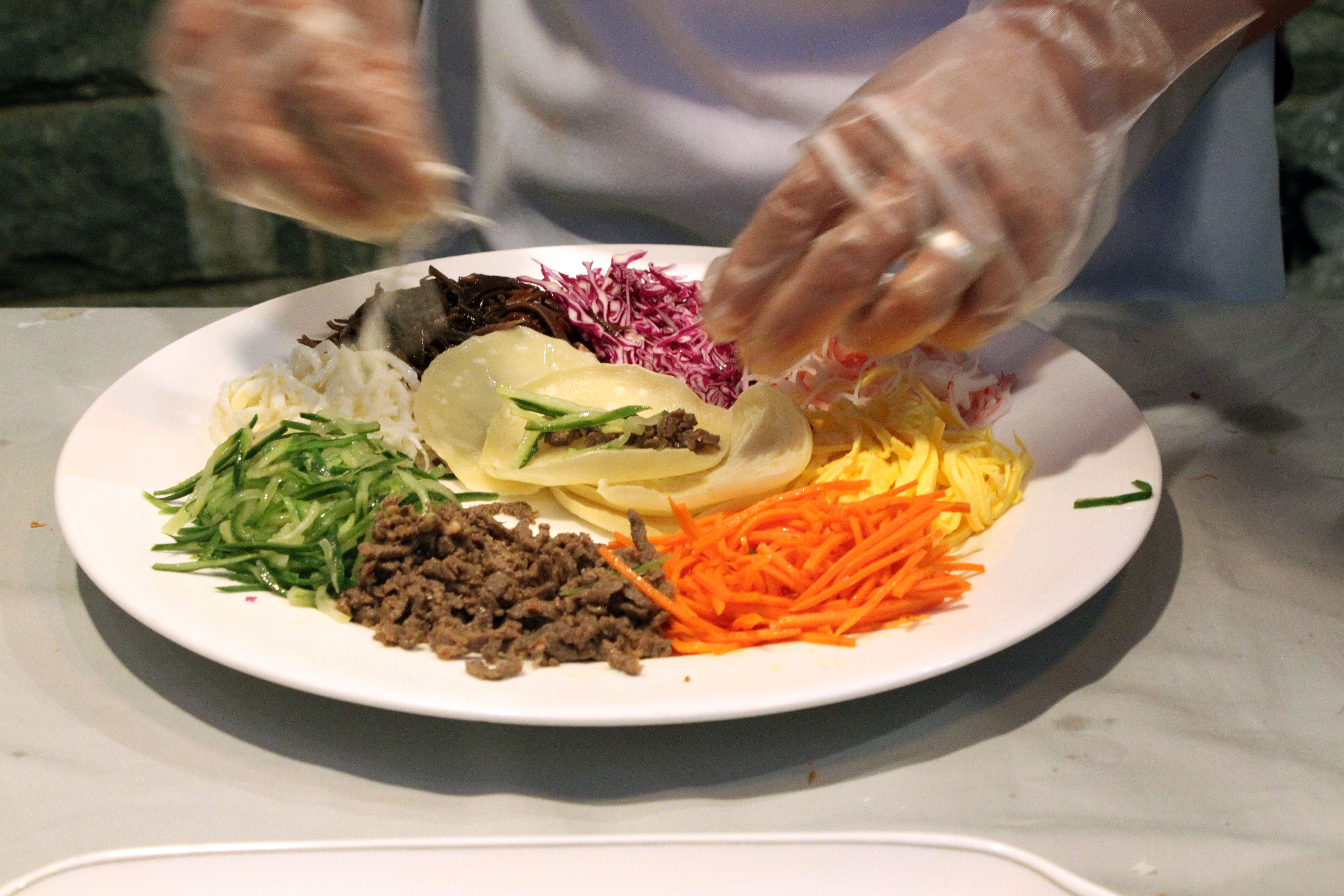
تحضير طبق (غوجيولبان)
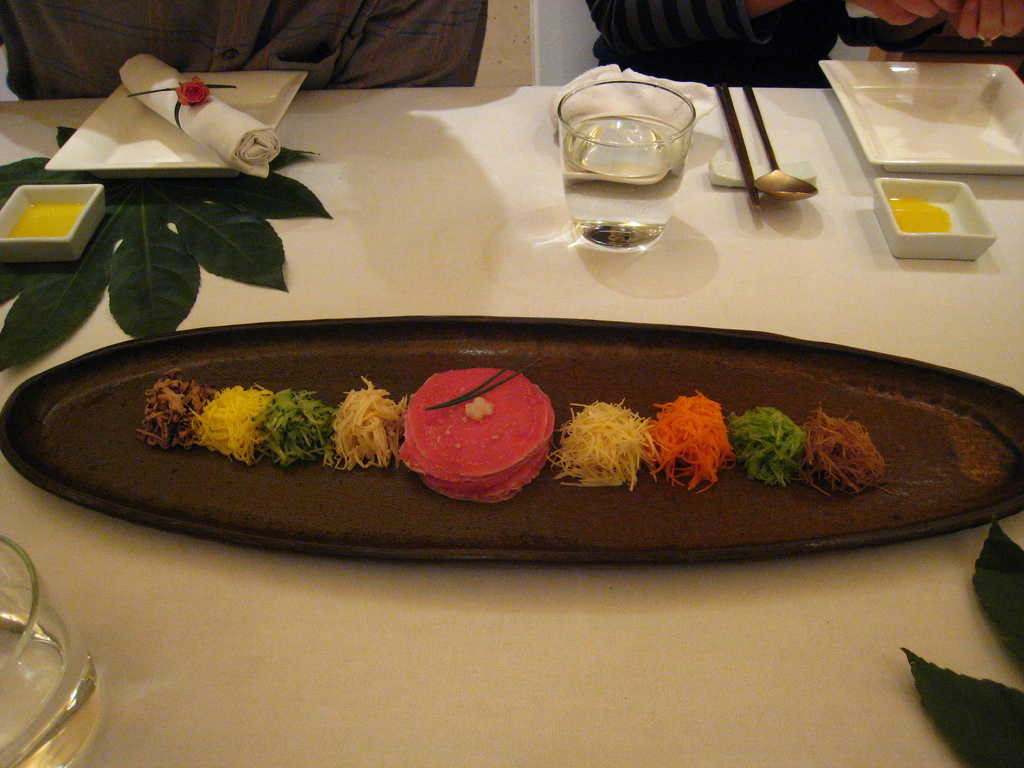
البديل من (غوجيولبان)